# Artemisia Gentileschi
Artemisia Gentileschi (Rim, 8. srpnja 1597. – Napulj, oko 1652./1653.), talijanska barokna slikarica, je prva značajna slikarica u europskom slikarstvu; najznačajnija sljedbenica Caravaggia (Caravaggisti). U vremenu kada su žene bile teško prihvaćene kao slikarice, ona je bila prva koja je slikala povijesne i religijske teme, što je do tada smatrano nemoguće za jednu ženu. Postala je prvim ženskim članom prestižnog udruženja Akademije umjetnika (Accademia di Arte del Disegno) u Firenci.

## Životopis
Artemisia je bila učenica svoga oca Orazija od kojega usvaja barokni način slikanja i kjaroskuro Caravaggia. Djelovala je u Rimu i Firenci, te Londonu, gdje je bila cijenjena portretistica.
Kako joj je bilo zabranjeno slikati prema živim modelima, Artemisia je radila brojne skice ženskih modela, ali se po njenim monumentalnim djelima vidi i upoznatost s muškim tijelom.
Slikar Agostino Tassi jedno ju je vrijeme, na nagovor Artemisinog oca čiji je bio suradnik, privatno podučavao da bi ju, zatim, za vrijeme jedne poduke silovao. Rezultat toga je njezina slika „Judita ubija Holoferna” (Giuditta che decapita Oloferne, 1612. – 1613.), posebno krvav prikaz odrubljivanja Holofernove glave. Tassi je zatvoren na godinu dana, ali tek nakon što je slikarica izmučena u sedmomjesečnom sudskom procesu u kojemu ju je Tassi odbio oženiti.
Udajom za slikara Pietra Stiatezija seli se u Firencu gde upoznaje znamenite ljude toga doba (Cosimo de' Medici, Michelangelo Buonarotti Mlađi, Galileo Galilei, i dr.) Sliku Judita ubija Holoferna poklanja Cosimu Mediciju za njegovu palaču Pitti u Firenci. On postaje njezin zaštitnik i naručitelj novih slika. Michelangelo Buonarotti Mlađi od nje naručuje veliko platno s nagom ženom – Inklinacijom za svod svoje svečane galerije posvećene njegovom pradjedu Michelangelu.
Artemisia je bila rijetka umjetnica od renesanse koja je uspjela kombinirati uspješnu slikarsku karijeru s brakom i majčinstvom. Prva je žena koja je primljena u Akademiju likovnih umjetnosti u Firenci. Bilo je to na dan sv. Luke (zaštitnika umjetnika i obrtnika) 1615. godine. Njen suprug Stiatezi primljen je u Akademiju nekoliko godina poslije.
Na poziv slikara Gentilea odlazi s kćerkom u Genovu gdje živi u domu obitelji Gentile i slika njihove portrete, te portrete povijesnih ženskih osoba: Mariju Magdalenu, Kleopatru, Lukreciju, itd. Sudbina je kasnije odvodi u Veneciju, pa ponovo u Rim, a zatim u Napulj. Ljubav prema slikarstvu pokušala je prenijeti na kćerku, ali je nju više interesirala udaja i bračni život.
Živeći u veličanstvenim gradovima Italije vidjela je najslavnije građevine, skulpture i slike, što joj je otvorilo nove vidike i dalo dodatne motive. Bila je jedna od rijetkih žena koja je imala dovoljno snažnu osobnost da se izdigne iznad konvencija svog doba, uporno tražeći ljubav, opraštanje i punoću življenja kroz umjetnost.
Za života je bila vrlo cijenjen majstor i prijatelj mnogim humanistima i velikanima tog doba (poznato je njezino dugogodišnje dopisivanje s Galileom Galileijem). Umrla je 1653. godine slikajući do posljednjeg dana.
God. 1997. snimljen je biografski film Artemisia o njezinom životu s Valentinom Cervi kao Artemisijom dok Miki Manojlović glumi Agostina Tassa.

## Djela
Artemisia je naslikala mnoge kvalitetne ženske likove u kompozicijama mitološke i religiozne tematike, kao što su: Judita ubija Holoferna, Magdalena pokajnica, Rođenje Ivana Krstitelja, i dr.
Njezina slika „Judita ubija Holoferna” odiše baroknim zanimanjem za nasilje prikazujući temu iz Knjige o Juditi iz Starog zavjeta. Po njoj je asirski kralj Nabukodonosor II. poslao svog generala Holoferna da opustoši Judeju. Židovska udovica Judita se pretvarala da je dezerter i otišla u njegov šator da ga zavede. Ona ga je opila do besvijesti, a potom mu njegovim mačem odsjekla glavu. S njegovom glavom u torbi, Judita je pobjegla natrag. Nakon što su židovi izložili Holofernovu glavu s gradskih zidina, Asirci su se u strahu razbježali. Artemisia je prikazala baš trenutak u kojemu Judita zasijeca Holofernov vrat. Nasilje je vješto pojačano dramatičnom tenebrističkom (kjaroskuro) obradom svjetla i sjene i energičnim vijugavim naborima draperija.
- Suzana i starci, 1610., Kolekcija Schönborn, Pommersfelden.
- Judita sa sluškinjom, 1614., Palača Pitti, Firenca.
- Judita sa sluškinjom, Institut za umjetnost, Detroit, SAD.
- Rođenje Ivana Krstitelja, 1635., Prado, Madrid.